# Josip Tešija
Josip Tešija (Osijek, 21. veljače 1926. – Osijek, 4. siječnja 2018.), hrvatski arhitekt. 
Osnovnu školu i realnu gimnaziju završio je u Osijeku, a studij arhitekture 1954. godine u Zagrebu na Arhitektonskom fakultetu u klasi profesora Vladimira Turine. Cijeli radni vijek proveo je u rodnome gradu, prvo u građevinskom poduzeću Gradnja, a potom u projektnom birou Arhitekt, čiji je bio suosnivač 1958. Među mnogobrojnim projektima koje je projektirao do svog umirovljenja 1985. godine ističu se stadion Gradski vrt, športska dvorana Zrinjevac, Rekreacijski centar Copacabana, Veslački klub Iktus, zgrada I. gimnazije, zgrada donjogradske pošte u Osijeku, itd.
Dipl. ing. Tešija pripada prvoj generaciji osječkih arhitekata koji su završili studij arhitekture i počeli djelovati u Osijeku nakon II. svjetskog rata. U skladu s tadašnjim zahtjevnim uvjetima rada, arhitekt Tešija promiče nove arhitektonske vrijednosti, što se očituje na prvim objektima koje je radio, a daljnjim realizacijama uspostavio je visoke stručne arhitektonske standarde u gradu Osijeku. Posebno se istaknuo (zajedno sa svojim suradnicima) na projektiranju i gradnji stadiona u Gradskom vrtu koji je realiziran (isprojektiran i sagrađen) za samo 76 dana.

## Priznanja
Za svoj je stručni rad dobio niz društvenih priznanja, među kojima u četiri navrata Nagradu grada Osijeka: za objekt pošte u Donjem gradu, za energanu u dvorištu Saponije u Donjem gradu, za projekt uređenja restorana Bastion u Tvrđi (koautori arhitekti Franjo Mesarić i Dragutin Kapun), te za životno djelo.